# Аврамије Мирожски
Аврамије Мирожски († 24. септембар 1158 ) је светитељ Руске православне цркве. Познат као градитељ и први игуман Псковског Спасо-Преображенског манастира.
Сачувано је врло мало података о животу монаха Аврамија. Преминуо 24. септембра 1158. године. Сахрањен је, претпоставља се, у манастиру у Преображенском храму. Датум његове смрти познат је из календара 17. века.
Локална канонизација Аврамија Мирожског догодила пре почетка 17. века. 10. априла 1987. године Аврамије Мирожски је укључен у Сабор Псковских светаца.
У православној цркви 24. септембра и треће недеље по Духовима.